# Mehmed (syn Sulejmana Wspaniałego)
Mehmed, Şehzade Mehmed (ur. ok. 1521, zm. 1543) – książę (şehzade) osmański, pierwszy syn Sulejmana Wspaniałego i sułtanki Roksolany. W latach od 1541 do 1543 sandżakbej Manisy, po tym gdy jego brat Mustafa został przeniesiony do Amasyi.

## Życiorys
W 1533 roku Sulejman wyznaczył swojego najstarszego syna Mustafę na stanowisko namiestnika Manisy. Manisa była tradycyjnie uważana za sandżak następcy tronu, a ten, który rządził w Manisie, miał największe szanse zostania następnym sułtanem imperium osmańskiego. W 1537 roku Mehmed przeprowadził szereg udanych operacji wojskowych na Węgrzech. W 1541 roku Sulejman nieoczekiwanie wyznaczył Mehmeda na gubernatora Manisy, a Mustafę wysłał do Amasyi.

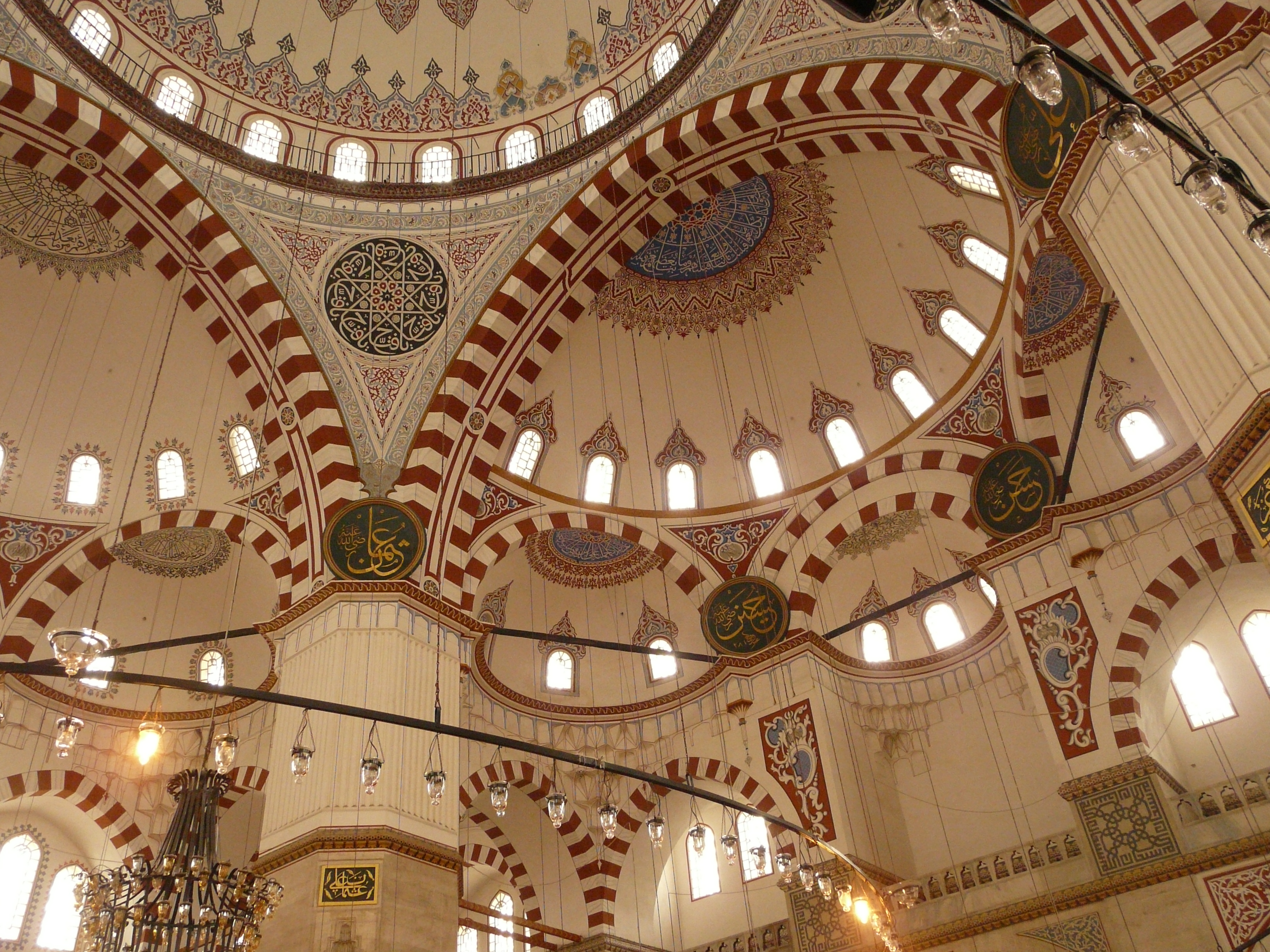
Wnętrze meczetu Şehzade

## Śmierć
W 1543 roku Mehmed nagle umarł. Istnieją różne wersje przyczyny jego śmierci. Według niektórych historyków zmarł na czarną ospę, według innych opinii zmarł śmiercią naturalną. Początkowo pochowano go w meczecie Bajazyda. Później Sulejman Wspaniały wybudował kompleks meczetowy Şehzade (tur. Şehzade Camii) w Stambule dla upamiętnienia Mehmeda. W krótkim czasie został zbudowany grobowiec (türbe), do którego przeniesiono trumnę z ciałem Mehmeda, a nad trumną postawiono tron. Kompleks został wzniesiony przez słynnego architekta Sinana w latach 1543–48.

## Rodzina
Krótko przed śmiercią Mehmeda urodziła się jego jedyna córka Hümaşah Sultan. Trzykrotnie wychodziła za mąż, urodziła sześciu synów i pięć córek. Umarła w wieku 52 lat i została pochowana razem z ojcem w türbe Şehzade. Jego syn Yusuf, którego matką była Esmahan Baharnaz Sultan, miał zostać sułtanem po następcy tronu Mustafie, lecz w 1558 roku zmarł, otruty przez służącą Murada, syna Selima II. Rodzeństwo Mehmeda to Mihrimah, Selim II, Bayezid, Cihangir i Abdullah.

## W kinematografii
- Książę Mehmed jest postacią w tureckim serialu Wspaniałe stulecie. Dorosłego Mehmeda zagrał Gürbey İleri.